# Pittsburgh Victorias

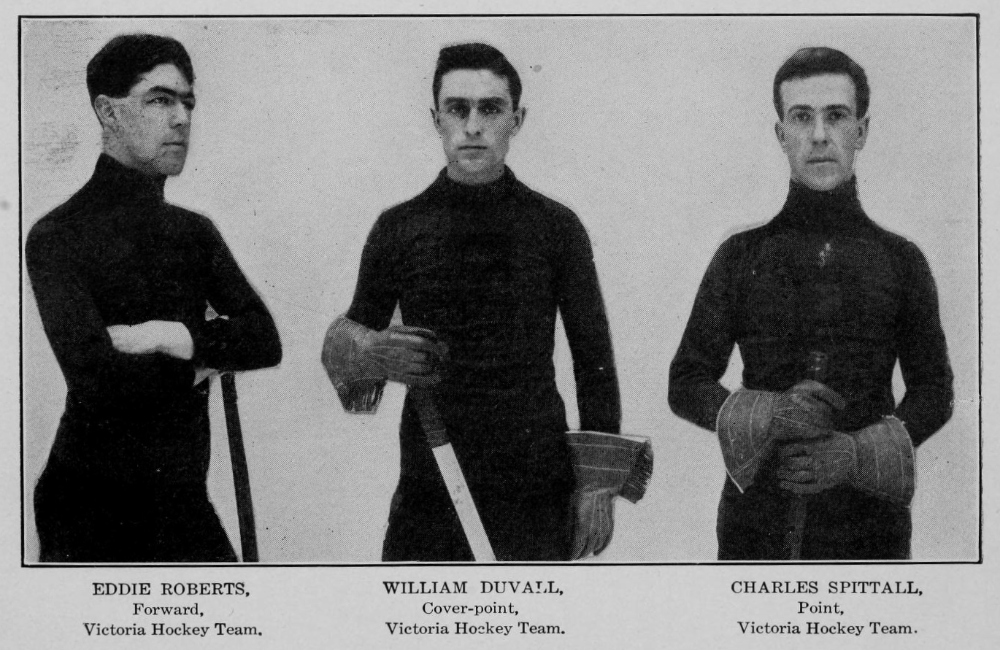
Ed Roberts, William "Peg" Duval och Charles "Baldy" Spittal.

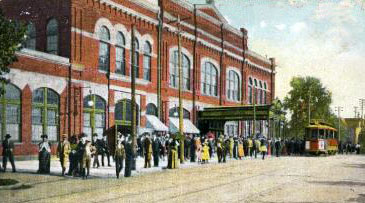
Lagets arena Duquesne Gardens.

Pittsburgh Victorias var ett amerikanskt ishockeylag från Pittsburgh, Pennsylvania som spelade i den semiprofessionella ligan Western Pennsylvania Hockey League under två säsonger åren 1902–1904. Victorias spelade i arenan Duquesne Gardens och vann WPHL vid ett tillfälle, säsongen 1903–04. Laget bestod huvudsakligen av spelare från den kanadensiska huvudstaden Ottawa.

## Spelare
Centern Bruce Stuart, som senare valdes in i Hockey Hall of Fame, värvades från Ottawa Hockey Club inför säsongen 1902–03 och ledde ligan med 16 mål och 22 poäng under sin första säsong som professionell ishockeyspelare. Han lämnade klubben efter en säsong för Portage Lakes Hockey Club. Andra spelare som representerade Pittsburgh Victorias i WPHL var Ed Roberts, Charles Spittal, William Duval samt bröderna Arthur och Garnet Sixsmith.

### 1903–04
Pittsburgh Victorias mästarlag från WPHL-säsongen 1903–04: Jim MacKay, William "Peg" Duval, Charles "Baldy" Spittal, Bert Bisch, Ed Roberts, Arthur Sixsmith, Garnet Sixsmith, Harold "Chic" Henry, Stanley Willett.